# Movistar Arena (Colombia)
Movistar Arena es un estadio cubierto en Bogotá, Colombia. Fue inaugurado en 2018 y tiene capacidad para 13 000 personas. Se encuentra en el predio que ocupó el Coliseo El Campín, en la avenida NQS con avenida José Celestino Mutis.

## Historia
Fue construido en 2018 en los terrenos del antiguo Coliseo El Campín, del que aprovechó las graderías y otras estructuras diseñadas en los años 1970 por el ingeniero estructural Guillermo Gonzalez Zuleta. El nuevo edificio es administrado por la Alcaldía Mayor de Bogotá a través del Instituto Distrital para la Recreación y el Deporte.
Es operado por Telefónica Colombia (con su marca Movistar) a través de una alianza público-privada por los próximos 20 años a partir de 2018. La arena está ubicada en la avenida NQS con avenida José Celestino Mutis, cerca a la estación Movistar Arena del sistema TransMilenio. Se encuentra ubicado al lado del Estadio El Campín.